# Енолы
Ено́лы (также алкенолы) — α-гидроксиалкены (виниловые спирты), соединения общей формулы R1R2C=CR3OH.
Енолы находятся в таутомерном равновесии с соответствующими карбонильными соединениями — альдегидами (R3 = H) или кетонами.
Карбонильная таутомерная форма термодинамически выгодней енольной (на 54—71 кдж/моль; согласно правилу Эльтекова), поэтому в большинстве случаев кетоформа в равновесной смеси преобладает. Так, в ацетоне енольная форма составляет лишь 2,4⋅10−6, в циклогексаноне — 2,5⋅10−6.
При повышении кислотности протонов в α-положении к карбонильной группе содержание енольной формы возрастает, в случае β-дикарбонильных соединениях за счёт стабилизации енольной формы при образовании внутримолекулярной водородной связи, участвующей в шестичленном плоском цикле, содержание енольной формы повышается. В ацетоуксусном эфире около 7 %, а в ацетилацетоне — 76 %:
В тех случаях, когда содержание енольной формы составляет порядка процента, её можно отделить, например используя общее правило, что внутримолекулярно-хелатированные енолы более летучи и в то же время труднее кристаллизуются. Енольную форму можно оттитровать, при этом титрование проводят быстро, чтобы равновесие енол-кетон не успело восстановить концентрации.
Енолят-ионы часто генерируют из соответствующих карбонильных соединений при низких температурах. Чаще всего для этого применяют ЛДА или гексаметилдисилазиды щелочных металлов или алкиллитиевые соединения при −78 °C. Енолят-ионы стабилизированы за счёт мезомерии (см. Теория химического строения) и являются амбидентантными нуклеофилами: